# 김수원
김수원(金秀源, 1569년 ~ 1630년)은 조선 중기의 무신이다. 초휘는 계원(啓源)이다. 본관은 김해이며 단원(檀園) 김홍도(金弘道)의 7대조부이다.

## 생애
1569년 아버지 부호군 김령(金鈴)과 어머니 밀양 박씨(密陽朴氏)의 사이에 넷째 아들로 태어났다.  증조부는 탁영(濯纓) 김일손(金馹孫)이다.
1590년(조선 선조 24년)에 무과에 급제하여 내금위장(內禁衛將)에 올라 임진왜란 때 선조(宣祖)를 의주(義州)까지 호종한 공으로 호성공신(扈聖功臣) 3등에 올랐고 가성군(伽城君)에 봉하였다. 숭정대부, 공조판서, 판의금부사에 추증되었다.

## 가족관계
- 아버지 : 김령(金鈴, 1520년 ~ 1607년) - 부호군
- 어머니 : 밀양 박씨(密陽 朴氏) - 박언정(朴彦貞)의 딸
  - 부인: 광주 이씨(廣州 李氏)
    - 아들: 김흥상(金興祥) - 어모장군
    - 자부: 용인 이씨(龍仁 李氏)
      - 손자: 김득남(金得男, 1605년 ~ 1636년) - 수문장